# Datorspelsåret 2002

## Händelser

### Januari
- 1 januari-31 december - Grand Theft Auto: Vice City är det TV-spel som säljer bäst i USA under året.

### Februari
- 22 februari - Microsoft lanserar hem-TV-spelskonsolen Xbox i Japan.

### Mars
- 14 mars - Microsoft lanserar hem-TV-spelskonsolen Xbox i Storbritannien och Republiken Irland.
- 22 mars - Spelet "The Sims" har sålt 6,3 miljoner exemplar och går därmed om "Myst" som världshistoriens mest sålda datorspel.[1]

### Maj
- 3 maj - Nintendo lanserar hem-TV-spelskonsolen Nintendo Gamecube i Europa.[2]
- 17 maj - Nintendo lanserar hem-TV-spelskonsolen Nintendo Gamecube i Australien.
- 22-24 maj - Den åttonde årliga E3-mässan hålls i Los Angeles i Kalifornien i USA.[3]

### Juli
- 30 juli - Genom Lag 3037/2002 förbjuds elektroniska spel på allmänna platser i Grekland.

### November
- 15 november - Onlinetjänsten Xbox Live lanseras.[4]

## Spel släppta år2002

### Game Boy Advance
- The Legend of Zelda: A Link to the Past/Four Swords
- NHL Hitz 2003

### Microsoft Windows
- Battlefield 1942
- Sid Meier's SimGolf
- Crazy Taxi
- Steel Beasts
- NHL 2003

### Nintendo Gamecube
- Super Mario Sunshine
- Super Smash Bros. Melee
- NHL 2003
- NHL Hits 2003

### Playstation
- 20 mars - Shin Megami Tensei II[5]

### Playstation 2
- NHL 2003
- NHL Hitz 2003
- Ratchet & Clank

### Xbox
- NHL Hitz 2003

### Fotnoter
1. ↑  ”The Sims Overtake Myst” (på engelska). Games.Slashdot. 26 mars 2002. http://games.slashdot.org/story/02/03/26/186238/the-sims-overtake-myst. Läst 10 februari 2014.
2. ↑  ”Gamecube price dropped” (på engelska). BBC. 22 april 2002. http://news.bbc.co.uk/2/hi/entertainment/1943247.stm. Läst 19 maj 2015.
3. ↑  ”Attendance and Stats” (på engelska). IGN. http://www.ign.com/wikis/e3/Attendance_and_Stats. Läst 21 maj 2015.
4. ↑  ”Xbox Live November 15” (på engelska). IGN. 12 augusti 2002. http://www.ign.com/articles/2002/08/12/xbox-live-november-15. Läst 19 maj 2015.
5. ↑  ”真・女神転生II” (på japanska). Famitsu. Arkiverad från originalet den 20 juni 2014. https://web.archive.org/web/20140620050613/http://www.famitsu.com/cominy/?m=pc&a=page_h_title&title_id=1704. Läst 14 juni 2015.